# Kalaj(IV) bromid
Kalaj(IV) bromid je hemijsko jedinjenje sa formulom SnBr4. On je bezbojana čvrsta supstanca sa niskom tačkom topljenja.
4 se može pripremiti reakcijom elementa na normalnim temperaturama:
U vodenom rastvoru  je glavni jon među 6-koordinatnim jonima sa 0-6 bromidnih liganda (npr.  etc. U baznim rastvorima je  jon prisutan.
4 formira 1:1 i 1:2 komplekse sa ligandima, npr. sa trimetilfosfinom nastaje  i .
4 se kristališe u obliku monokliničnih kristala sa SnBr4 molekulskim jedinicama koje imaju iskrivljenu tetraedralnu geometriju.